# فرودگاه گاستی سیامسیر آلام
فرودگاه گاستی سیامسیر آلام (به انگلیسی: Gusti Syamsir Alam Airport) (به زبان بومی: Bandar Udara Gusti Syamsir Alam) یک فرودگاه همگانی با کد یاتا KBU است . این فرودگاه در کشور اندونزی قرار دارد و در ارتفاع ۱٫۲ متری از سطح دریا واقع شده‌است.

## شرکت‌های هواپیمایی و مقصدهای پروازی
| شرکت‌های هواپیمایی | مقصدهای پروازی                |
| ----------------- | ----------------------------- |
| Kal Star Aviation | سیامسودین نور                 |
| وینگز ایر         | سیامسودین نور، سلطان حسن‌الدین |